# 关节孔属
关节孔属（学名：Harrriotrema），是关节孔科下的一个属。

## 下属物种
- 舌形关节孔吸虫 Harrriotrema linguiforme Wang，1978